# Sabanas de San Ángel
Sabanas de San Ángel è un comune della Colombia facente parte del dipartimento di Magdalena.
Il centro abitato venne fondato nel 1607, mentre l'istituzione del comune è del 24 giugno 1999.